# Gatunek przypadkowy
Gatunek przypadkowy – gatunek o niskim stopniu stałości w danym zgrupowaniu czy syntaksonie (frekwencja 0-25%). Charakterystyka wykorzystywana w badaniach zoocenologicznych i fitosocjologicznych.
W ekologii termin odnosi się do gatunku nietypowego dla danego ekosystemu, siedliska itd., występującego zwykle w innym ekosystemie lub siedlisku. Obecność w nietypowym ekosystemie może wynikać z migracji, ekspansji lub innych czynników niezwiązanych z przystosowaniem.